# Абдуллаев, Махмуд Абдулла оглы
 Махмуд Абдулла оглы Абдуллаев  (азерб.  Mahmud Abdulla oğlu Abdullayev; род. 1941) — азербайджанский учёный, доктор сельскохозяйственных наук, профессор, член-корреспондент НАНА.

## Биография
Махмуд Абдуллаев родился в 1941 году в Гяндже. Окончил Азербайджанский сельскохозяйственный институт.
C 1964 по 1999 года — аспирант, младший научный сотрудник, старший научный сотрудником, руководитель группы, ведущий научный сотрудник Азербайджанского НИИ Земледелия.
В 1984 году защитил кандидатскую диссертацию в Москве.
В 1998 году защитил докторскую диссертацию в Баку.
С 1999 года Махмуд Абдуллаев — старший научный сотрудник Азербайджанского НИИ Земледелия.
В 2007 году был избран член-корреспондентом НАНА.

## Научная деятельность
Махмуд Абдуллаев — автор 38 опубликованных научных работ, в том числе 3 монографий.

### Избранные труды
- Абдуллаев М. А., Алиев Дж. А. Стронций-90 и цезий-137 в почвенно-растительном покрове Азербайджана. — М.: Наука, 1983. — 101 с.
- Абдуллаев М. А., Алиев Дж. А. Искусственные и естественные радионуклиды в почвенно-растительном покрове Азербайджана. — М.: Россельхозакадемия, 1996. — 159 с.
- Абдуллаев М. А. Миграция искусственных и естественных радионуклидов в системе ПОЧВА-РАСТЕНИЕ. — Баку: Элм, 1988. — 239 с. — ISBN 5-8066-0930-8. (недоступная ссылка)
- Abdullayev M. A. Radioactive monitoring of soil-vegetative cover of Azerbaijan (англ.) // Biological Sciences Series. — 2002. — P. 408–420.
- Abdullayev M., Garibov A. Abbasova I., Aliyev Ch. Natural Radionuclides in Soil-Plants in Sheki-Zakatala Zone of Azerbaijan (недоступная ссылка — история) (англ.) // Radiation Safety Problems in the Caspian Region. — Springer, 2005. — Vol. 41. — P. 103–106.